# Crna Mlaka
 Crna Mlaka  falu Horvátországban Zágráb megyében. Közigazgatásilag Jasztrebarszkához tartozik.

## Fekvése
Zágrábtól 28 km-re délnyugatra, községközpontjától 9 km-re délkeletre a Draganići erdő északi, mocsaras részén fekszik. Kedvező fekvésének köszönhetően itt van az ország egyik legjobban megközelíthető madárrezervátuma. Közelében halad el az A1-es autópálya és a Zágráb-Károlyváros vasútvonal is.
Községközpontjától közúton 14 km távolságra van. Határának vízzel elárasztott része 625 hektár, melynek állandó víz utánpótlását az Okićnica, Brebernica és Volavčica patakok biztosítják.

## Története
A mocsaras területen 1905-ben irtották ki az erdőt, hogy a helyén halastavakat létesítsenek. Miután a tavak megépültek és halakkal telepítették be őket a település központi részén mintegy 15 hektár területen egy nagyon szép parkot alakítottak ki és különböző fajta fákkal és cserjékkel ültették be. A park közepén a terület első tulajdonosa Kornelius Zwilling szép, tágas kastélyt építtetett, melyet Ribogradnak nevezett el. A bécsi szecesszió stílusában épített kastélyt Honisberg német építész tervezte. A 6,87 négyzetkilométer nagyságú területet 1980-ban különösen védett rezervátummá nyilvánították és természetvédelem alá helyezték. 
A falunak 1880-ban 111 lakosa volt. Trianon előtt Zágráb vármegye Jaskai járásához tartozott. 2001-ben  42  lakosa volt. 

## Lakosság
| Lakosság változása | Lakosság változása | Lakosság változása | Lakosság változása | Lakosság változása | Lakosság változása | Lakosság változása | Lakosság változása | Lakosság változása | Lakosság változása | Lakosság változása | Lakosság változása | Lakosság változása | Lakosság változása | Lakosság változása |
| ------------------ | ------------------ | ------------------ | ------------------ | ------------------ | ------------------ | ------------------ | ------------------ | ------------------ | ------------------ | ------------------ | ------------------ | ------------------ | ------------------ | ------------------ |
| 1857               | 1869               | 1880               | 1890               | 1900               | 1910               | 1921               | 1931               | 1948               | 1953               | 1961               | 1971               | 1981               | 1991               | 2001               |
| 0                  | 0                  | 111                | 6                  | 8                  | 0                  | 0                  | 88                 | 69                 | 142                | 134                | 105                | 75                 | 61                 | 42                 |

## Nevezetességei
- Crna Mlaka madárrezervátuma, ahol a szakemberek 205 fajta madarat számláltak össze. A területet 1993-ban a ramsari egyezmény hatálya alá eső nemzetközi jelentőségű vadvizek közé sorolták be. Erre a listára Horvátországból rajta kívül csak a Lónyamező, a Kopácsi-rét és a Neretva völgye került fel. A tavaktól a kastélytól északkeletre fekvő parkban a sporthorgászok részére külön csatornát építettek.
- Ribográd kastélya[3] a Zwilling-kastély Honigsberg és Deutsch tervei szerint, bécsi szecessziós stílusban épült 1917-ben. Az épület tágasságára jellemző, hogy a pincétől a tetőtérig összes hasznos alapterülete eléri az 1000 negyzetmétert. A kastélyhoz a parkban még egy kisebb lakóépület és gazdasági épületek is tartoznak. A parkban, mely az angolparkok mintájára épült  számos egzotikus fa és cserje található.

## Külső hivatkozások
- Jasztrebaszka város hivatalos oldala
- A Crna Mlaka madárrezervátum honlapja
- Crna Mlaka a Natiolnal Geographic horvát oldalán